# دانييل بوكو
دانييل بوكو (بالإنجليزية: Daniel Booko)‏ مواليد 17 أكتوبر 1983 في ميشيغان، الولايات المتحدة، هو ممثل أمريكي بدأ مسيرته الفنية سنة 2005.

## الأعمال

### أفلام
- الفطيرة الأمريكية: معسكر الفرقة (2005)
- السرعة والغضب: قيادة طوكيو (2006)
- 21 وأكثر (2013) (بدور: جوليان)

### مسلسلات
- ذا سويت لايف أوف زاك أند كودي (2005) (بدور: كايل)
- أنتوراج (2005)
- نمبرز (2006) (بدور: جيك بورتر)
- ذا أو سي (2006) (بدور: كونور)
- هانا مونتانا (2007)
- ربات بيوت يائسات (2009) (بدور: ماهوني)
- آي كارلي (2011)

## روابط خارجية
- دانييل بوكو على موقع IMDb (الإنجليزية)
- دانييل بوكو على موقع أول موفي (الإنجليزية)
- دانييل بوكو على موقع قاعدة بيانات الفيلم (الإنجليزية)